# 미성년자에 대한 일률 증여법
미성년자에 대한 일률 증여법(UTMA, Uniform Transfers to Minors Act)는 1986년 만들어진 모범법으로 현재 미국의 대부분 주가 채택하고 있으며 부모가 어린 자녀에게 혹은 조부모가 손자손녀에게 어떤 금전이나 자산을 증여하는 방법을 규율하고 있다. 일반적으로 미성년자에게 어떤 형태의 자산을 증여하려면 해당 변호사가 그 아동을 위한 특별 신탁을 형성하나 UTMA계좌를 통하면 부동산부터 현금에 이르기까지 다양한 자산이 미성년 자녀나 손자손녀 등에게 미리 증여될 수 있어 굳이 변호사를 통해 신탁을 구성하지 않아도 미성년 수혜자를 위한 자산의 이동이 가능하게 한다.

## 참고 문헌
- UTMA 1 LA중앙일보 03.21.12 서니 이/공인 자산 플래너[깨진 링크(과거 내용 찾기)]